# Jurgen Çelhaka
Jurgen Çelhaka (ur. 6 grudnia 2000 w Tiranie) – albański piłkarz, występujący na pozycji pomocnika, od 2025 w Olimpiji Lublana.

## Kariera klubowa

### KF Tirana (2019–2021)
Do 2018 roku wychowywał się w akademii KFu Tirana. W pierwszym zespole zadebiutował 30 maja 2018 roku w meczu przeciwko Flamurtari, wygranym 3:0, grając 45 minut. Pierwszą asystę zaliczył 7 lutego 2020 roku w meczu przeciwko KFowi Vllaznia, wygranym 0:1. Asystował przy golu w 86. minucie. Pierwszego gola strzelił 21 marca 2021 roku w meczu przeciwko KF Laçi, wygranym 1:2. Do siatki trafił w 78. minucie. Łącznie w Tiranie zagrał 45 ligowych meczów, strzelił gola i miał asystę.

### Legia Warszawa (2021–2025)
28 sierpnia 2021 roku trafił do Legii Warszawa za 250 tys. euro. Zadebiutował 19 września w meczu przeciwko Górnikowi Łęczna, wygranym 3:1, grając 17 minut. Wystąpił w 78 meczach.

### Olimpija Lublana
12 stycznia 2025 przeszedł na zasadzie transferu definitywnego do Olimpiji Lublana.

## Kariera reprezentacyjna
Zagrał 1 mecz w kadrze U-19. W reprezentacji U-21 zadebiutował w 2020.

## Sukcesy

### KF Tirana
- Mistrzostwo Albanii: 2019/2020[14]

### Legia Warszawa
- Puchar Polski: 2022/2023[15], 2024/2025 [16]